# 社群 (比利时)

比利时社群地图：
弗拉芒社群
法语社群
德语社群

比利时分为三个社群（荷蘭語：Gemeenschap）：弗拉芒社群、法语社群和德语社群。

## 行政区划
- 弗拉芒社群：319个市镇，其中弗拉芒大區300个，布鲁塞尔首都大区19个
- 法语社群：272个市镇，其中瓦隆大区253个，布鲁塞尔首都大区19个
- 德語社群：9个，位于瓦隆大区东比利时地区。